# 川原子インターチェンジ
川原子インターチェンジ（かわらごインターチェンジ）は、山形県尾花沢市にある東北中央自動車道（尾花沢新庄道路）のインターチェンジである。新庄方面出入口のみ設置されているハーフインターチェンジとなっている。

## 歴史
- 1999年（平成11年）11月27日 : 毒沢仮出入口（現・川原子IC） - 新庄IC間開通に伴い、供用開始[2]。
- 2006年（平成18年）11月19日 : 野黒沢IC - 川原子IC間が開通し正式なインターチェンジとして供用される[3]。

## 周辺
- 最上川（このあたりは、イザベラ・バードの「日本奥地紀行」でもその風景を絶賛された、最上川随一のビューポイントである。国道13号に両方向「もしもしピット」が設けられており、車を降りて風景を眺めることが出来る。）
- 猿羽根山（地蔵尊）
- リサイクルプラザもがみ

## 接続する道路
- 直接接続
  - 国道13号

## 料金所
国土交通省が管轄する無料区間道路であるため、料金所は設置されていない。

## 隣
E13 東北中央自動車道（尾花沢新庄道路）
(24) 尾花沢北IC - (25) 川原子IC - (26) 舟形IC
- 当ICは舟形IC方面のみ出入りのハーフICであるため、尾花沢北IC方面との往来はできない。